# Svatopluk Pluskal
Svatopluk Pluskal, född 28 oktober 1930 i Zlín, Tjeckoslovakien (idag Tjeckien), död 29 maj 2005 i Ústí nad Labem, Tjeckien, var en tjeckoslovakisk fotbollsspelare (mittfältare) och tränare.

## Biografi
Pluskal spelade mellan 1952 och 1965 i det tjeckoslovakiska landslaget, där han och mittfältaren Josef Masopust utgjorde en framgångsrik duo. Han deltog i fotbolls-VM i Schweiz 1954, i Sverige 1958 och i Chile 1962, där Tjeckoslovakien tog sig till final men förlorade mot Brasilien. Pluskal spelade också i fotbolls-EM i Frankrike 1960, där tjeckoslovakerna slutade trea. Totalt spelade Pluskal 56 landskamper med Tjeckoslovakiens landslag.
På klubbnivå spelade Pluskal huvudsakligen för Dukla Prag. Efter en knäskada 1967 avslutade han sin spelarkarriär men fortsatte som tränare.